# Oczko (schronisko)
Oczko – schronisko pomiędzy wsiami Smoleń i Złożeniec w województwie śląskim, w powiecie zawierciańskim, w gminie Pilica. Pod względem geograficznym jest to obszar Wyżyny Ryczowskiej, będącej częścią Wyżyny Częstochowskiej w obrębie Wyżyny Krakowsko-Częstochowskiej.

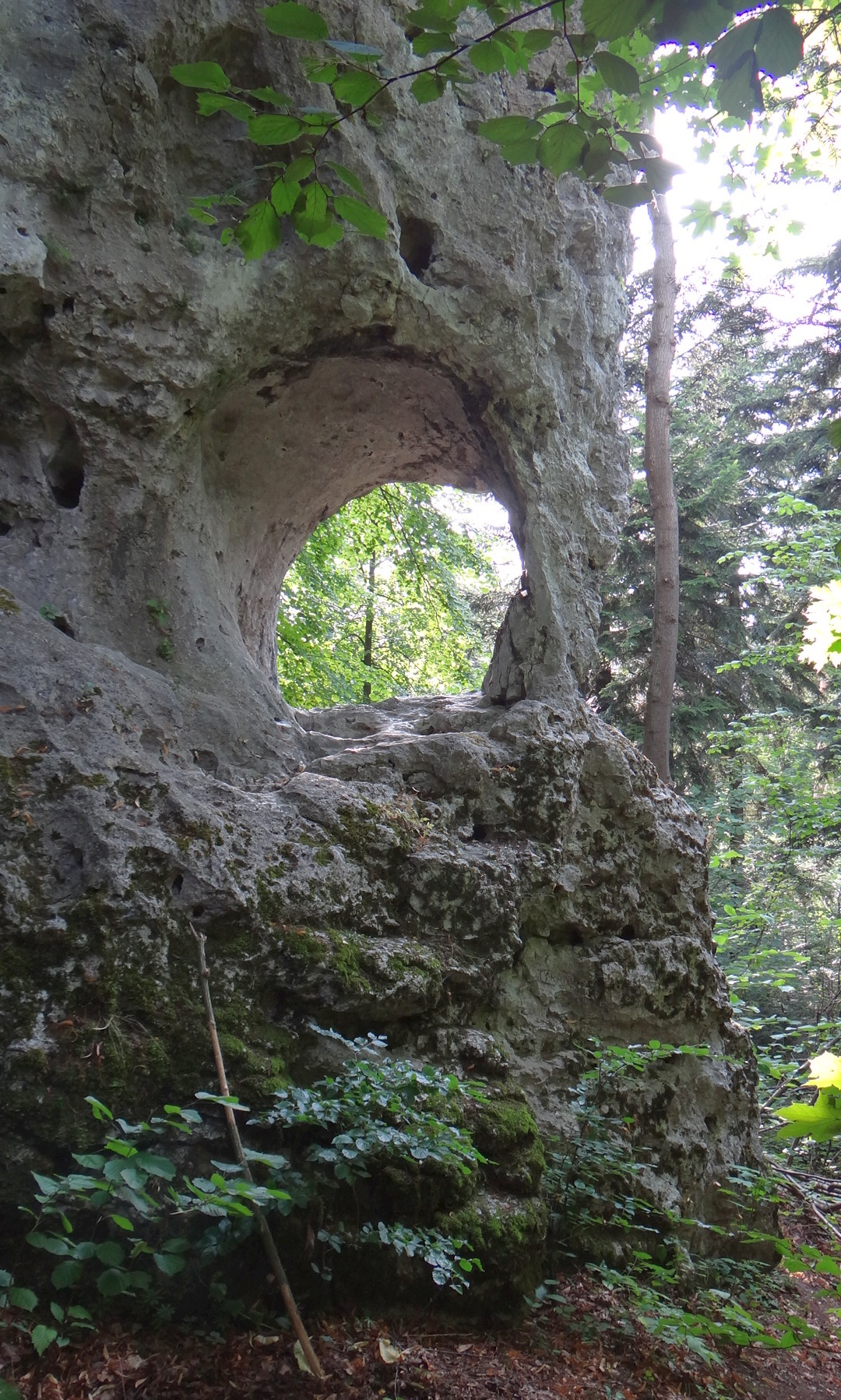

## Opis obiektu
Znajduje się w lesie w tzw. Parku Jurajskim po lewej stronie drogi ze Smolenia do Złożeńca, w odległości około 150 m od tej drogi. Jest to znajdujące się na wysokości kilku metrów okno skalne w skale Oczko zwanej też skałą 7 Projektów. Ma średnicę około 2 m i posiada odgałęzienie – odchodzący na południe i opadający w dół ciasny korytarzyk. Uchodzi on dwoma otworami powyżej niewielkiego progu u podstawy skały. Pod progiem tym jest wejście do następnego schroniska, całkowicie zasypanego namuliskiem. Prawdopodobnie schronisko to łączy się ze Schroniskiem przy Ziemi.
Schronisko powstało w wapieniach z jury późnej. Jego skały są silnie skorodowane. Brak w nim nacieków. Schronisko nie ma własnego mikroklimatu, brak w nim roślin i zwierząt.
Oprócz Oczka w skale Oczko znajdują się jeszcze dwa inne schroniska: Rura w Skale Oczko, Skalna Ambona i Schronisko przy Ziemi.

## Historia badań i dokumentacji
Znane było od dawna. W wykonanej w 1991 roku dokumentacji dla Zarządu Zespołu Jurajskich Parków Krajobrazowych woj. katowickiego oraz w dokumentacji z roku 2000 wykonanej na zlecenie Ministerstwa Środowiska ma nazwę Schronisko w Górze Smoleń XII.  W ogólnodostępnej literaturze po raz pierwszy wzmiankę o nim podał A. Polonius w 1994 r. On też w 2003 r. opisał go i opracował jego plan.